# Friedrich Wilckens (Komponist)
Friedrich Wilckens (* 13. April 1899 in Liezen, Steiermark; † 27. Juli 1986 in München) war ein österreichischer Komponist und Pianist.

## Leben und Wirken
Friedrich Wilckens war der Sohn von Friedrich Wilckens und Hedwig von Perissutti. Er studierte Philosophie und Musikwissenschaft an der Universität Wien. 1916 ging er an die Musikakademie Wien zu Franz Schreker. 1920 folgte er ihm nach Berlin, wo Schreker zum Direktor der Musikhochschule berufen wurde. 1921/1922 war er Korrepetitor am Nationaltheater Mannheim. Dort lernte er Rudolf von Laban kennen, den er mit seinem Tanzensemble durch Deutschland begleitete. 1921 wurde in Mannheim die Epische Tanzfolge nach der Musik von Friedrich Wilckens und der Choreografie von Rudolf von Laban uraufgeführt.
1923 lernte er den Tänzer und Choreografen Harald Kreutzberg kennen, mit dem ihn eine lebenslange Zusammenarbeit als Klavierbegleiter, Manager und Freund verband. Nach einem gemeinsamen Auftritt 1925 mit dem Solotanz Aufruhr im Klindworth-Scharwenka-Konservatorium in Berlin war der erste große Erfolg der Zusammenarbeit das Ballett Don Morte nach Edgar Allan Poe, das 1926 am Staatstheater Berlin von Max Terpis inszeniert wurde. Nach der Musik von Friedrich Wilckens tanzte Harald Kreutzberg die Rolle des Hofnarren. Dafür rasierte er sich den Kopf, was später zu seinem Markenzeichen wurde.
Ab 1933 wohnte Friedrich Wilckens in Seefeld in Tirol in der Nähe von Harald Kreutzberg. Dieser zog 1962 nach Bern, so dass die Kontakte seltener wurden. Friedrich Wilckens wurde nach dem Tod von Harald Kreutzberg im Jahr 1968 zu dessen Testamentsvollstrecker bestimmt.
Friedrich Wilckens war ab etwa 1920 mit Lotte geb. Clewing (* 5. Januar 1900) verheiratet. Sie hatten eine Tochter Marita (1924–2008), die mit Otmar Suitner verheiratet war.

## Werke
Friedrich Wilckens schrieb mehrere Ballette, Tänze, Klavierstücke und etwa 20 Filmmusiken, darunter:
- 1925: Don Morte, Ballett, DNB 400463091
- 1926: Ahasvera, die ewige Tänzerin, Ballett, Bühnenbild von Emil Pirchan, DNB 368691810
- 1926: Vier Tänze, Piano solo, DNB 998711365
- 1928: Robes, Pierre & und Co. Kriminal-Ballett-Sketch, DNB 998711225

Filmmusik:
- 1956: Vor 100 Jahren fing es an, Regie Erich Menzel
- 1958: Raketen, Dokumentar-Kurzfilm, Regie Erich Menzel